# Золотой эшелон
«Золотой эшелон» — советский приключенческий фильм 1959 года.

## Сюжет
1919 год. В Сибири идёт гражданская война. Пользуясь полной неразберихой, адмирал Колчак хочет вывезти за границу часть золотого запаса страны. В самый последний момент об этом узнают большевики. Они решают перехватить эшелон, но не успевают как следует подготовить операцию.
Но всё же шанс есть. Спасти ситуацию может девушка Надя, в которую страстно влюблён начальник охраны поезда… Несколько километров железнодорожных путей до границы становятся полем битвы между белыми и красными.

## В ролях
| Актёр                  | Роль                        |
| ---------------------- | --------------------------- |
| Василий Шукшин         | Андрей Низовцев             |
| Елена Добронравова     | Надя                        |
| Харий Лиепиньш         | Иштван                      |
| Павел Усовниченко      | Былинкин                    |
| Степан Крылов          | Никанор Иванович            |
| Валентина Беляева      | мать Нади Серафима Ивановна |
| Аркадий Трусов         | Липат                       |
| Сюй Сяо-Чжун           | Ли Чан                      |
| Я. Пехура              | Тадеуш                      |
| Б. Штепанек            | Поспешил                    |
| Михаил Зимин           | Ромашкин                    |
| Валентин Грачёв        | Тишка                       |
| Анатолий Юшко          | Черных                      |
| Александр Толстых      | Крутиков                    |
| Пётр Вишняков          | Желтков                     |
| Г. Колчицкий           | Скайф                       |
| Виктор Кольцов         | Семицветов                  |
| Ольга Жизнева          | Семицветова                 |
| Михаил Козаков         | Черемисов                   |
| Станислав Коренев      | Сергей Пряхин, телеграфист  |
| Евгений Кузнецов       | Белокопытов                 |
| Сергей Папов           | генерал Жанен               |
| Алексей Краснопольский | генерал Нокс                |
| Александр Шатов        | адмирал Колчак              |
| Владимир Трошин        | Эпизод                      |
| Аркадий Вовси          | Эпизод                      |
| Алексей Ванин          | Эпизод                      |

## Съёмочная группа
- Режиссёр: Илья Гурин
- Художественный руководитель: Леонид Луков
- Автор сценария: Леонид Тур, Пётр Тур
- Оператор: Милица Богаткова
- Художник-постановщик: Константин Урбетис
- Композитор: Кара Караев
- Монтаж: Лидия Жучкова
- Звукорежиссёр: Валентин Хлобынин

## Съёмки
Съёмки проходили зимой в Воронеже (пединститут, Покровская и Казанская церкви, Отрожка).